# Badia d'Astarabad
La badia d'Astarabad, també anomenada Badia de Gorgan o Kalij-e Gorgan, és una llacuna de l'Iran, a l'extrem sud-est de la mar Càspia d'uns 40 km de llarga però poc fonda. La península de Miankala, una estreta llengua de terra, la separa de la mar.
Com a resultat de la filtració cap a la mar la badia s'encongeix; les tres illes d'Ashurada ara ja formen part de la península i han sorgit maresmes. La península està deshabitada però hi ha diversos llogarets a la costa sud de la badia, quasi tots de pescadors. Els dos únics ports són Bandar-e Gaz i Bandar-e Torkaman (antic Bandar-e Shah fins a 1979); aquest darrer servia a les pesqueries soviètiques però la baixada del nivell de la mar Càspia en uns dos metres entre 1930 i 1945 el port va deixar de ser útil.